# 明智小五郎
明智 小五郎（あけち こごろう）は、江戸川乱歩の小説に登場する架空の私立探偵。

## 人物
『D坂の殺人事件』で初登場。この際の姿は、タバコ屋の二階に間借りしており、喫茶店で冷しコーヒーを嗜む、定職を持たない貧窮書生であった。服装には無頓着で、木綿の着物によれよれの兵児帯、髪はモジャモジャ。にこにこといつも笑顔を絶やさず、痩せ型で、変に肩を振る歩き方をし、興奮するとモジャモジャの髪を掻き回す癖がある（この人物像は、のちに横溝正史が創造した金田一耕助によく似ている）。この『D坂の殺人事件』では、着ていた浴衣の派手な縞柄による錯覚から、友人の「私」から犯人と疑われることとなっている。
探偵小説好きで、四畳半しか無い下宿先の自室は、四方を寝る場所もないほどの本の山に埋められている。愛煙家で、歳はこの時点で「二十五を越してはいまい」と劇中察せられている。乱歩は明智をこの『D坂の殺人事件』一作だけにするつもりでいたが、評判が良かったため、『心理試験』で再登場して以後、乱歩の代表的探偵キャラクターとなったと言っているものの、実際には明智ものの第2、３作目の『心理試験』、『黒手組』は『D坂の殺人事件』の発表前に書かれたものである（実際、新青年の掲載では、『D坂の殺人事件』の翌月号に『心理試験』、翌々月号に『黒手組』が掲載されている）。
次に登場した『心理試験』は「『D坂の殺人事件』から数年後」と設定され、すでにしばしば困難な犯罪事件に関わり、その珍しい才能を現して、専門家はもちろん一般の世間から立派に認められた名探偵となっており、前作のような書生ではなくなっていた。
次作の『黒手組』で明智はタバコ屋の二階に下宿する書生として登場している。次々作の『幽霊』では明智の名は最後に明かされるだけであり、次の『屋根裏の散歩者』では洋服を着た姿が見られる。これらの作品はすべて大正14年に発表されたものである。この時期の明智は「天才型探偵」として現れ、「僕の興味はただ『真実』を知る点にある」と語り、警察とそれほど連携もしていない。なお、これら初期の作品では、愛煙家であることはすでに書かれているが、酒にはそれほど強くない旨が書かれている。

### 『一寸法師』以降の明智探偵
明智の姿は、翌年大正15年発表の『一寸法師』では、より洗練されたものとなっている。ここでは明智は中国帰りで赤坂の菊水旅館に泊まっていることになっていて、上海で事件を解決してきたあと暇を持て余す有名な素人探偵として登場。上海で誂えた支那服や、背広を着こなして、貧窮下宿時代からの友人小林紋三から「いくぶん、見栄坊になった」と称される洋装の紳士となっている。『一寸法師』は作家病気のために急遽乱歩に執筆依頼が回ってきたもので、乱歩はこのような長編には定型的なヒーローが必要だということで、急遽、『屋根裏の散歩者』以来封印していた明智を担ぎ出したとも言われている。
しかし明智小五郎は、乱歩の休筆宣言とともに再び封印され、再度登場したのは、乱歩がいわゆる通俗長編を書くと自ら決意した『蜘蛛男』からで、しかも物語が７割方過ぎたところからであった。『蜘蛛男』での明智は「『一寸法師』事件から3年ぶりの帰国」となっており、インド帰りで登場したその姿は「鼻の高い日に焼けた顔」、「白い詰襟の上下にヘルメット帽」と、「背が高く足の恰好がいいので、まるで植民地の英国紳士か、欧州の印度紳士」と形容されるものとなって、ヒーロースタイルがより顕著なものとなっている。続く『魔術師』では、明智の年齢は「40に近い中年者」となっている。『黄金仮面』によればフランス語をしゃべれる。
明智は「『蜘蛛男』事件の際はまだホテル住まいをしていたが、『魔術師』に続く、『黄金仮面』では、御茶ノ水の開化アパートの2階2室を借り、それぞれ事務所と寝室に使っている」と説明されている。この寝室には、明智の変装用の小道具が収納されている。
この『黄金仮面』など、連載当時の挿絵では、明智は口髭を生やした姿で描かれたものがあった。また、文中では「モジャモジャ頭」と記述されているにもかかわらず、なぜかどの挿絵でも、これに反して整髪した頭で描かれていた。
明智の探偵方法は、証拠の科学的な検証は「好きでない」として専門家に任せ、論理的演繹によって犯行や犯人をあぶり出すという手法である。乱歩は時代時代に明智像を合わせていったため、やがて明智探偵は部下や自動車を使って悪漢を追ったり、「石礫で遠方の標的を正確に打ち飛ばす」、「犯人が気づかないうちにピストルから弾丸を抜いてしまう」といった手品まがいの芸当も見せるなど、現実感希薄な天才・英雄タイプの「行動型探偵」に変身していった。また、探偵手法として「変装」を得意とするようにもなり、この変装は友人の波越警部らにも見破れない本格的なものである。
謎と見ると放っておかれず、仕事抜きで事件に関わっていくことも多い。また国家的事件の解決のために、朝鮮やインドなど海外に出張することも多い。「人間豹」などのおよそ人間とかけ離れた半人半獣とも戦った。この明智探偵は子供向けの「少年探偵団シリーズ」と並行して、戦後も引き続き乱歩の探偵小説で活躍している。ただし、『化人幻戯』『影男』など大人向けの戦後の作品では、50を越して、若く見える容貌ながらも、こめかみにシミが現れているという年齢を重ねた人物としての描写がなされている。

### 『少年探偵団シリーズ』での明智探偵
1936年（昭和11年）に『少年倶楽部』で「少年探偵団シリーズ」が企画された際、小林少年らの後見人として、明智の名が挙がり、江戸川乱歩もこれに応じてその第一作『怪人二十面相』から明智が登場するようになった。
活動拠点も千代田区采女町（架空の地域。采女町は現在の中央区銀座の旧町名。また麹町区と神田区が合同して「千代田区」が出来たのは1947年）の開化アパート2階に変わり、ここで「明智小五郎探偵事務所」を構えている。助手の小林芳雄を団長とする「少年探偵団」や、警視庁の中村警部に力を貸し、数々の難事件を解決する。妻は文代（ふみよ）で、彼女も「探偵としての資質は高い」と文中説明されている。
この「少年探偵団」シリーズに登場する明智は、ほぼ完璧な超人として縦横無比な活躍ぶりを見せる。髪はモジャモジャで容姿端麗。愛煙家。30歳前後の非常に印象の良い背広姿の紳士となっている。作中では推理の結果は常に人前で明かし、行動の描写が中心で、内面の心理描写はほとんどない。
終生のライバルは怪人二十面相で、二十面相の向こうを張る変装の名人であり、互いに変装合戦を繰り返し、裏をかき合う。柔道の達人で、『怪人二十面相』で明智は「柔道三段」の腕前とされている（『黄金仮面』では柔道二段の腕前とされている）。二十面相は「柔道五段」（『おれは二十面相だ!!』）、または「柔道三段」（『怪人と少年探偵』）と称されているが、『少年探偵団』で明智の柔道技は「二十面相とは段違いの力量だ」と説明されている。また、強靭な意志によって、二十面相と互角の催眠術を操ることができる。劇中では「怪人」である二十面相に対し、「巨人」と称せられている。
一般的にはこのシリーズにおける明智小五郎が、名探偵の代名詞として記憶されている。ポプラ社版の『少年探偵団』シリーズでは、明智の登場しない乱歩の原典を、乱歩以外の代作者が改変したものがあり、明智が敵の罠に堕ちたりと、乱歩の描く超人としての探偵像にそぐわないものもある。
高木彬光の神津恭介、横溝正史の金田一耕助と並んで「日本の三大名探偵」と称される。

## 家族・仲間
家族として描かれているのは妻の文代のみである。文代は『魔術師』事件で明智と相思相愛の仲となり、のち『吸血鬼』ではこの作品で初登場となった15歳くらいの小林芳雄少年とともに明智の助手を経て、『人間豹』では妻となっているが、この3篇以外ではあまり描かれておらず、少年探偵団シリーズの中盤から『長年の病気で高地療養に行っている』という説明で登場しなくなり、以後は小林少年と一緒に住居兼用となっている明智探偵事務所で暮らしていると説明されている。『魔術師』で明智は自らを「40に近い中年者」といい、文代は18くらいと書かれているので、年齢差はほぼ20の夫婦ということになる。
『少年探偵団』シリーズでは、怪人二十面相に対抗して「少年探偵団」という学童たちの探偵団を組織し、面倒を見ている。このほかに『青銅の魔人』で、浮浪児たちによる「チンピラ別働隊」という探偵団を組織している。
赤井という名の自分そっくりの影武者がいる。また、文代の姪の花崎マユミという少女を少女助手として使っている。マユミは少女雑誌連載終了後はほとんど留守番役である。
警視庁とも密接に連携し、赤松警視総監以下、捜査一課の「鬼刑事」と異名をとる波越警部や、中村善四郎警部ともども、明智を高く評価し、協力を仰いでいる。

## 探偵道具
拳銃
警視庁公認の拳銃所持者である。腕前は百発百中。
変装具
つけ髭、カツラ、眼鏡などの小道具で、知人にも悟られない完璧な変装を行う。冒険ものの「少年探偵団シリーズ」になると、明智は変装具や拳銃に加え、以下のように様々な探偵道具を使うようになる。
棒やすり
細巻き煙草の中に仕込んでおり、縄で縛られた際にこれで脱出する。
アケチ一号
事件解決報酬の500万円を投じて、明智が購入した黒い自家用自動車。座席の下に人が隠れられるように改造されており、通信機や変装小道具も備えられている。小林少年に無免許運転させることもあった。
小型ヘリコプター
二十面相がフランスの発明家に特注して作らせた背嚢型の小型ヘリコプター。同じものを明智がその発明家を説き伏せて誂え、二十面相同様に装着して空中戦を挑んだ。
無線通信機
小林ら少年探偵団に配り、事務所と連絡させている。
麻酔薬入り煙草
内ポケットに常時麻酔薬入り煙草を二本持つ。『人間豹』では敵の一味に吸わせて監禁から抜け出した。

## モデル・命名
人物像として、『D坂の殺人事件』で「私」（明智の友人の無職の青年）が、講釈師の五代目神田伯龍に「歩き方から、顔つき、声音までがそっくり」と語っている。乱歩は当時、まだ若かった頃の伯龍の講釈をよく聞いていた。
明智小五郎の名は、戦国武将の明智光秀とその変名とされる「荒深小五郎」から採ったとの説、あるいはこの明智と桂小五郎の名を合わせたとする説がある。

## 登場作品

### 一般作品
- 『D坂の殺人事件』（1925年）
- 『心理試験』（1925年）
- 『黒手組』（1925年）
- 『幽霊』（1925年）
- 『屋根裏の散歩者』（1925年）
- 『一寸法師』（1926 - 1927年）
- 『蜘蛛男』（1929 - 1930年）
- 『何者』（1929年）
- 『猟奇の果』（1930年）
- 『魔術師』（1930 - 1931年）
- 『吸血鬼』（1930 - 1931年）
- 『黄金仮面』（1930 - 1931年）
- 『黒蜥蜴』（1934年）
- 『人間豹』（1934 - 1935年）
- 『悪魔の紋章』（1937 - 1938年）
- 『暗黒星』（1939年）
- 『地獄の道化師』（1939年）
- 『兇器』（1954年）
- 『化人幻戯』（1954 - 1955年）
- 『影男』（1955年）
- 『月と手袋』（1955年）- 捜査の協力者として花田警部の話の中に出てくるが、本人は姿を見せずに終る。

その他
- 『大暗室』（1936年）- 大曾根竜次が「名探偵・明智小五郎」の名を騙って新聞記者たちをおびき寄せる場面がある。

### 少年探偵団シリーズ
（タイトルはポプラ社版のもの）
- 『怪人二十面相』（1936年）
- 『少年探偵団』（1937年）
- 『妖怪博士』（1938年）
- 『大金塊』（1939 - 1940年）
- 『青銅の魔人』（1949年）
- 『地底の魔術王』（原題：『虎の牙』）（1950年）
- 『透明怪人』（1951年）
- 『怪奇四十面相』（1952年）
- 『宇宙怪人』（1953年）
- 『鉄塔王国の恐怖』（原題：『鉄塔の怪人』）（1954年）
- 『海底の魔術師』（1955年）
- 『灰色の巨人』（1955年）
- 『魔法博士』（1956年）
- 『黄金豹』（1956年）
- 『魔人ゴング』（原題：『妖人ゴング』）（1957年）
- 『魔法人形』（1957年）
- 『サーカスの怪人』（1957年）
- 『奇面城の秘密』（1958年）
- 『夜光人間』（1958年）
- 『塔上の奇術師』（1958年）
- 『鉄人Q』（1958 - 1960年）
- 『仮面の恐怖王』（1959年）
- 『電人M』（1960年）
- 『二十面相の呪い』（原題：『おれは二十面相だ!!』）（1960 - 1961年） - 『黄金の虎』（原題：『探偵少年』）を併録
- 『空飛ぶ二十面相』（原題：『妖星人R』）（1961年） - 『天空の魔人』を併録
- 『黄金の怪獣』（原題：『超人ニコラ』）（1962年）

### 漫画作品
高階良子
- 『黒とかげ』
『黒蜥蜴』の漫画化。1971年「なかよし」4月～8月号に連載。1999年に講談社漫画文庫で復刻した。

山口譲司
- 『江戸川乱歩 異人館』
ビジネスジャンプ掲載。※印は原作では明智小五郎登場作品ではない。
  - 『屋根裏の散歩者』
  - 『人間椅子』※
  - 『D坂の殺人事件』
  - 『魔術師』
  - 『白昼夢』※
  - 『お勢登場』※
  - 『押絵と旅する男』※

JET
- 『黒蜥蜴 名探偵登場!』
『黒蜥蜴』の漫画化。2002年12月

北沢バンビ
- 『黒蜥蜴』
『黒蜥蜴』の漫画化。2007年「コーラス」3月号・4月号

森下裕美
- 『黒トカゲ』
『黒蜥蜴』の翻案漫画化。2018年5月～2019年4月双葉社web文芸マガジン「カラフル」

## 明智小五郎を演じた俳優
明智小五郎は、戦前から映像作品に登場している。戦後は子供向けの「少年探偵団」物が数多く製作された。1994頃には「乱歩生誕100周年」に合わせ、相次いで初期作品が映像化された。「もじゃもじゃ頭に書生姿」の明智が登場している作品もある。

### 映画
- 石井漠
  - 『一寸法師』（1927年、一寸法師：栗山茶迷）
- 藤田進
  - 『一寸法師』（1948年、一寸法師：酒井福助）　
  - 『蜘蛛男』（1958年、蜘蛛男：岡譲司）
- 岡譲司　
  - 『氷柱の美女』（1950年、三谷：水島道太郎）
- 若杉英二
  - 『怪人二十面相　第一部　人か魔か？』（1954年、怪人二十面相：沼尾釣）
  - 『怪人二十面相　第二部　巨人対怪人』（1954年、怪人二十面相：沼尾釣）
  - 『怪人二十面相　第三部　怪盗粉砕』（1954年、怪人二十面相：沼尾釣）　
  - 『青銅の魔人　第一部』（1954年、怪人二十面相：諸角啓二郎）
  - 『青銅の魔人　第二部　謎の夜光時計』（1955年、怪人二十面相：諸角啓二郎）
  - 『青銅の魔人　第三部　恐怖の天守閣』（1955年、怪人二十面相：諸角啓二郎）
  - 『青銅の魔人　完結篇　決闘獅子ケ島』（1955年、怪人二十面相：諸角啓二郎）
- 岡田英次
  - 『少年探偵団　第一部　妖怪博士』（1956年、怪人二十面相：南原伸二）
  - 『少年探偵団　第二部　二十面相の悪魔』（1956年、怪人二十面相：南原伸二）　
  - 『少年探偵団　かぶと虫の妖奇』（1957年、怪人二十面相：加藤嘉）
  - 『少年探偵団　鉄塔の怪人』（1957年、怪人二十面相：加藤嘉）
- 波島進
  - 『少年探偵団　第一部　二十面相の復讐』（1957年、怪人二十面相：小牧正英）　
  - 『少年探偵団　第二部　夜光の魔人』（1957年、怪人二十面相：小牧正英）　
  - 『少年探偵団　透明怪人』（1958年、怪人二十面相：伊藤雄之助）　
  - 『少年探偵団　首なし男』（1958年、怪人二十面相：伊藤雄之助）
- 梅宮辰夫
  - 『少年探偵団　敵は原子潜航艇』（1959年、怪人二十面相：植村謙二郎）
- 大木実
  - 『黒蜥蜴』
  - 『江戸川乱歩全集 恐怖奇形人間』
- 木村功
  - 『黒蜥蜴』
- 嶋田久作
  - 『屋根裏の散歩者』（1992年、郷田三郎：三上博史、実相寺昭雄監督）
  - 『D坂の殺人事件』（1998年、蕗屋清一郎：真田広之、実相寺昭雄監督）
- 本木雅弘
  - 『RAMPO』（1994年、横溝正史：香川照之）
- 浅野忠信
  - 『乱歩地獄』（2005年、平井太郎：松田龍平）
- 塚本晋也
  - 『盲獣vs一寸法師』
- 仲村トオル
  - 『K-20 怪人二十面相・伝』
- 草野康太
  - 『失恋殺人』（2010年、みや子：宮地真緒、窪田将治監督）
  - 『D坂の殺人事件』（2015年、悦子：祥子、郷田三郎：河合龍之介、窪田将治監督）
  - 『屋根裏の散歩者』（2016年、郷田三郎：河合龍之介、窪田将治監督）

### テレビドラマ
江戸川乱歩の小説作品を原作とし、明智小五郎を翻案登場させたテレビドラマは、舞台を現代に変えるなどしてたびたび映像化されている。ことに「少年探偵団」の登場しないアダルト層を対象とした『土曜ワイド劇場・江戸川乱歩の美女シリーズ』（テレビ朝日系）は、天知茂の当たり役となり、長期シリーズ化された。
また「少年探偵団」を主役とする子供向けドラマも、たびたびテレビドラマ化された。どちらの趣向の作品も、登場する明智は「背広姿の名探偵」である。
※は時代設定を現代にしている
- 千葉耕市 - 『少年探偵団　ユキ夫の冒険』(1957年)
- 佐伯徹 - 『怪人二十面相』(1958年)
- 富田浩太郎 - 『少年探偵団』(1960年)※
- 若柳敏三郎 - 『少年探偵団』(1960年)※
- 中田博久 - 『名探偵明智小五郎シリーズ 怪人四十面相』（1966年）※
- 滝俊介- 『江戸川乱歩シリーズ 明智小五郎』（1970年　東京12チャンネル）※
- 夏木陽介 - 『明智探偵事務所』（NHK）※
- 浜田柾彦 - 『少年探偵団 (BD7)』※
- 南條豊 - 『怪人二十面相』（1977年 フジテレビ）※
- 天知茂 - 『江戸川乱歩の美女シリーズ』※
- 堀光昭 - 『怪人二十面相と少年探偵団』※
- 加納竜 - 『怪人二十面相と少年探偵団』※
- 北大路欣也 - 『江戸川乱歩の美女シリーズ』※
- 小野寺昭 - 『黒蜥蜴』『蜘蛛男』
- 郷ひろみ - 『D坂の殺人事件』
- 西郷輝彦 - 『江戸川乱歩の美女シリーズ』※
- 伊武雅刀 - 『黒蜥蜴』※
- 佐野史郎 - 『乱歩－妖しき女たち－』
- 陣内孝則
  - 名探偵 明智小五郎　『地獄の道化師』～恐怖の裸女連続殺人・愛欲の事件の陰に意外な真実が…あの名探偵が今夜よみがえる～（1994年 フジテレビ）
  - 名探偵 明智小五郎　『吸血カマキリ』～恐怖の猟奇連続殺人・のぞかれた禁断の世界…熱い素肌に殺意が宿る～（1995年 フジテレビ） - 原作は『化人幻戯』
  - 名探偵 明智小五郎　『暗黒星 天の怒りか地の悲しみか、21年ぶりの日食の日に起きた連続殺人・惨劇の夜に潜むがい骨怪人の謎～』（1996年 フジテレビ）
  - 名探偵 明智小五郎『吸血鬼』～江戸川乱歩怪奇シリーズ傑作選・墓から消えた遺体と埋葬品…隠れキリシタンの里で今夜、吸血鬼伝説がよみがえる～（1999年 フジテレビ）
- 稲垣吾郎※
  - 土曜ワイド劇場『名探偵明智小五郎「陰獣」』（1998年 テレビ朝日） - 原作の『陰獣』は明智小五郎登場作品ではない。
  - 土曜ワイド劇場『名探偵明智小五郎「エレベーター密室殺人」』（2000年 テレビ朝日） - 原作は『三角館の恐怖』。
- 田村正和 - 『明智小五郎対怪人二十面相』(2002年 TBS)
- 藤原竜也 - 『エドガー・アラン・ポー 200年目の疑惑 -探偵・明智小五郎の調査報告』(2009年　NHK)※
- 渡部篤郎 - 『黒蜥蜴』（2015年 フジテレビ・関西テレビ）[3]
- 満島ひかり
  - シリーズ・江戸川乱歩短編集 1925年の明智小五郎（2016年、NHK BSプレミアム）
    - 『D坂の殺人事件』
    - 『心理試験』
    - 『屋根裏の散歩者』

  - シリーズ・江戸川乱歩短編集II 妖しい愛の物語（2016年、NHK BSプレミアム）
    - 『何者』
    - 『黒手組』
- 西島秀俊 - 『名探偵・明智小五郎』（2019年、テレビ朝日）※[4]
  - 変装中の明智はでんでんが演じた。
- 永山絢斗 - 『黒蜥蜴-BLACK LIZARD-』（2019年・NHK BSプレミアム、2020年・NHK BS4K）※[5]
- 船越英一郎 - 『江戸川乱歩原作 名探偵・明智小五郎「黒蜥蜴」』（2024年、BS-TBS）[6]

### 舞台
『黒蜥蜴』は乱歩作品の中でもたびたび舞台の演目となった。
- 市川小太夫『黒手組』
- 芥川比呂志 - 『黒蜥蜴』
- 天知茂 - 『黒蜥蜴』
- 中山仁 - 『黒蜥蜴』
- 北大路欣也 - 『黒蜥蜴』
- 草刈正雄 - 『黒蜥蜴』
- 津嘉山正種 - 『黒蜥蜴』
- 榎木孝明 - 『黒蜥蜴』
- 姿月あさと - 『結末のかなた』（原作:『黄金仮面』）
- 名高達男 - 『黒蜥蜴』
- 山中崇志
- 髙嶋政宏 - 『黒蜥蜴』
- 斎藤晴彦
- 春野寿美礼-『明智小五郎の事件簿―黒蜥蜴』
- 松本幸四郎 (9代目)-『江戸宵闇妖鉤爪 明智小五郎と人間豹』
- 小西遼生-黄金仮面
- 加藤雅也 - 『黒蜥蜴』
- 林正樹 (俳優)-『悪魔の紋章』『恐怖王』『黒蜥蜴』
- 日出郎　- 『KAIJIN20?~新・怪人二十面相』
- 加藤和樹-『怪人と探偵』
- 森本亮治-『RANPOchronicle蜃気楼奇譚』『PANPOchronicle虚構のペルソナ』
- 柴木丈瑠-『RANPOchronicle虚構のペルソナ』
- 矢花黎(7 MEN 侍/ジャニーズJr.)-『モボ朗読劇 二十面相〜遠藤平吉って誰？〜』
- 小越勇輝- 甦夢THEATRE『黄金仮面―masque doré―』
- 雷太、平野良、神尾晋一郎（トリプルキャスト）-『黒蜥蜴～Burlesque KUROTOKAGE～』

### 朗読劇
■2022/6月　劇団ヘロヘロQカムパニー
　「江戸川乱歩パノラマ朗読劇　５人の明智小五郎」
@こくみん共済 coop ホール／スペース・ゼロ
演出：関 智一／野坂 実
脚本：関 智一／大石達也
【出演】
- 関 智一
- 置鮎龍太郎
- 岩崎諒太

- 那珂村たかこ
- 柗本和子
- 飯田誠規
- 大石達也
- 相原美沙
- 櫻井 殊
- 稲垣祐希絵
- 井上舞香
- 光部 樹
- 辻原智也
- 山本翔太
- 加藤絵里香
- 三好拓朗
- 岡田雄樹

【日替わりゲスト】
- １日（水）　浪川大輔（ステイラック）
- ２日（木）　畠中 祐（賢プロダクション）
- ３日（金）　佐藤拓也（賢プロダクション）
- ４日（土）　森久保祥太郎（アドナインス）
- ５日（日）　榎木淳弥（アトミックモンキー）

■2023/1 ノサカラボ『名探偵の継承』朗読劇「黒蜥蜴」
原作：江戸川乱歩 / 構成・演出：野坂実 / 脚本：穴吹一朗 / 1月18日 - 22日 シアターミクサ
【出演】
- 1/18 18:00 福圓美里、明坂聡美、野島健児、梶原岳人
- 1/19 18:00 桑島法子、明坂聡美、佐藤拓也、今井文也
- 1/20 13:00 名塚佳織、能登麻美子、吉野裕行、今井文也
- 1/20 18:00 能登麻美子、大原さやか、吉野裕行、今井文也
- 1/21 13:00 大原さやか、佐藤利奈、関智一、安元洋貴
- 1/21 18:00 佐藤利奈、明坂聡美、安元洋貴、関智一
- 1/22 12:00 釘宮理恵、福圓美里、竹内栄治、関智一
- 1/22 17:00 茅野愛衣、名塚佳織、関智一、竹内栄治

### アニメ
- 江角英明 - 『わんぱく探偵団』
- 小川真司 - 青春アニメ全集『屋根裏の散歩者』 『心理試験』 『赤い部屋』
- 小野大輔 - 『TRICKSTER -江戸川乱歩「少年探偵団」より-』
- 細谷佳正 - 『超・少年探偵団NEO』
- 櫻井孝宏- 『乱歩奇譚 Game of Laplace』

### ラジオドラマ
- 勝田久 - 『少年探偵団』（ニッポン放送、1955年）
- 納谷悟朗 - 『少年探偵団』他（ニッポン放送、1973、1974年）
- 広川太一郎 - 『黄金仮面』『魔術師』他（NHK、1978～83年、1986～89,91年）

### ゲーム
- 西田雅一 - 『江戸川乱歩の怪人二十面相DS』（タカラトミー、2008年）

## パスティーシュ・パロディ
明智が有名な探偵キャラクターであるため、乱歩以外の作家作品にもしばしば明智が登場する。

『黄金仮面』に関しては、ルパンシリーズの派生としての側面も持つため、そちらにもまとめてある。

### 小説
- 名探偵シリーズ - 西村京太郎の推理小説シリーズ。明智小五郎、メグレ元警部、エルキュール・ポワロ、エラリー・クイーンの4人が探偵役で登場。『名探偵なんか怖くない』、『名探偵が多すぎる』、『名探偵も楽じゃない』、『名探偵に乾杯』の4作がある。
- Ex Calce Liberatus - Matthew Baugh作の短編。Tales of the Shadowmen Vol.2（2005, Hollywood Comics）所収。世界の名剣を狙うアルセーヌ・リュパンがテーマ。フォランファン刑事からガニマールへの手紙、及び明智小五郎から「心理試験」の笠森判事への手紙、それに新聞記事から構成されている。文代夫人、黒蜥蜴などの名前も出て来る。

### テレビ作品
- 『三代目明智小五郎〜今日も明智が殺される〜』 - 主人公が「明智小五郎の孫」という設定のオリジナルドラマ。
- 『明智小五郎VS金田一耕助』 - 明智役は松岡昌宏。
- 『金田一耕助VS明智小五郎』 - 明智役は伊藤英明。

### 漫画作品
- 『ルパン三世』 - モンキー・パンチの漫画作品。初期のエピソードに登場していた老人の名探偵として登場。
  - 『ルパン三世 パイロットフィルム』 - 上記エピソードをアニメ化。明智を演じたのは、北村弘一と高木均。
  - 『ルパン三世 PART6』 - 第5話「帝都は泥棒の夢を見る（前編）」・第6話「帝都は泥棒の夢を見る（後編）」に登場。『黄金仮面』の時代を舞台としている。明智を演じたのは鈴木達央。
- 『大バカ探偵 はくち小五郎』（『冒険王』秋田書店、1974年） - 赤塚不二夫のパロディ漫画。ロイド眼鏡にちょび髭の中年男である。
- 『宵待草事件簿』（新潮社、1985年） - 原作：古山寛、画：ほんまりうの劇画作品。明智小五郎のモデルという設定の二山久が殺人事件を捜査する。乱歩をはじめとした文豪らも登場。
- 『二十面相の娘』 - 小原愼司の漫画作品、テレビアニメ化もされた。「明智」という私立探偵が登場する。明智役を演じた声優は浜田賢二。
- 『探偵明智は狂乱す』 - えすのサカエの漫画作品。2017年より『月刊少年エース』連載・単行本刊行中[7]。
- 『キントトハウス』 - 山科けいすけの4コマ漫画。オムニバス形式で、諸々のストーリーに探偵「明痴小五郎」と「小林少年」と呼ばれるパグの子犬[注 1]が登場する。

### 明智小五郎の孫
作品の舞台が昭和初期（一部作品では大正末期）であるため、映像作品で現代に舞台を移した場合、明智小五郎の代わりに、「明智小五郎の孫」が登場する場合がある。設定などはその作品によって異なる。「明智小五郎の孫」を演じた俳優には以下のような面々がいる。
- 藤井隆 - 『乱歩R』三代目明智小五郎
- 田辺誠一 - 『三代目明智小五郎〜今日も明智が殺される〜』明智中五郎
- 高本歩輝 - 『三代目明智小五郎〜今日も明智が殺される〜』明智中五郎 小学生時代